# Dīmītrīs Kolovos
Dīmītrīs Kolovos (in greco Δημήτρης Κολοβός; Atene, 27 aprile 1993) è un calciatore greco, centrocampista del Paniōnios.

## Carriera

### Club
Ha giocato nel Panionios, squadra della massima serie greca.

### Nazionale
Partecipa ai Mondiali Under-20 del 2013, nei quali segna anche un gol nella prima partita giocata dalla sua nazionale, il 22 giugno contro il Messico.
Tra il 2014 ed il 2019 ha invece segnato una rete in complessive 9 presenze in nazionale maggiore.

## Palmarès

### Club

#### Competizioni nazionali
- Campionato greco: 1

Olympiakos: 2015-2016
- Campionato moldavo: 1

Sheriff Tiraspol: 2020-2021